# Alice Paul
Alice Stokes Paul (ur. 11 stycznia 1885, zm. 9 lipca 1977) – amerykańska sufrażystka i aktywistka. Wraz z Lucy Burns i innymi kobietami prowadziła pomyślną kampanię promującą prawo wyborcze dla kobiet, co zaowocowało uchwaleniem 19. poprawki do Konstytucji Stanów Zjednoczonych w 1920.

## Rodzina
Alice Paul była córką Tacie Parry i Williama Mickle’a Paula I (1850–1902). Miała troje rodzeństwa: Helen, Parry i Williama.

## Życiorys

### Wykształcenie
Alice Paul studiowała na Swarthmore College, a następnie zdobyła tytuł magistra nauk humanistycznych i doktora na Uniwersytecie Pensylwanii. W 1922 została bakałarzem prawa, studiując w Washington College of Law. W 1927 nadano jej tytuł LLM, a w 1928 została doktorem prawa cywilnego na American University. Kiedy Washington College of Law połączył się z American University w 1949, a zatem ponad dwadzieścia lat po tym jak Paul ukończyła studia, aktywistka została wyróżniona, otrzymując stopień naukowy od obu tych uczelni.

### Walka o prawo wyborcze dla kobiet

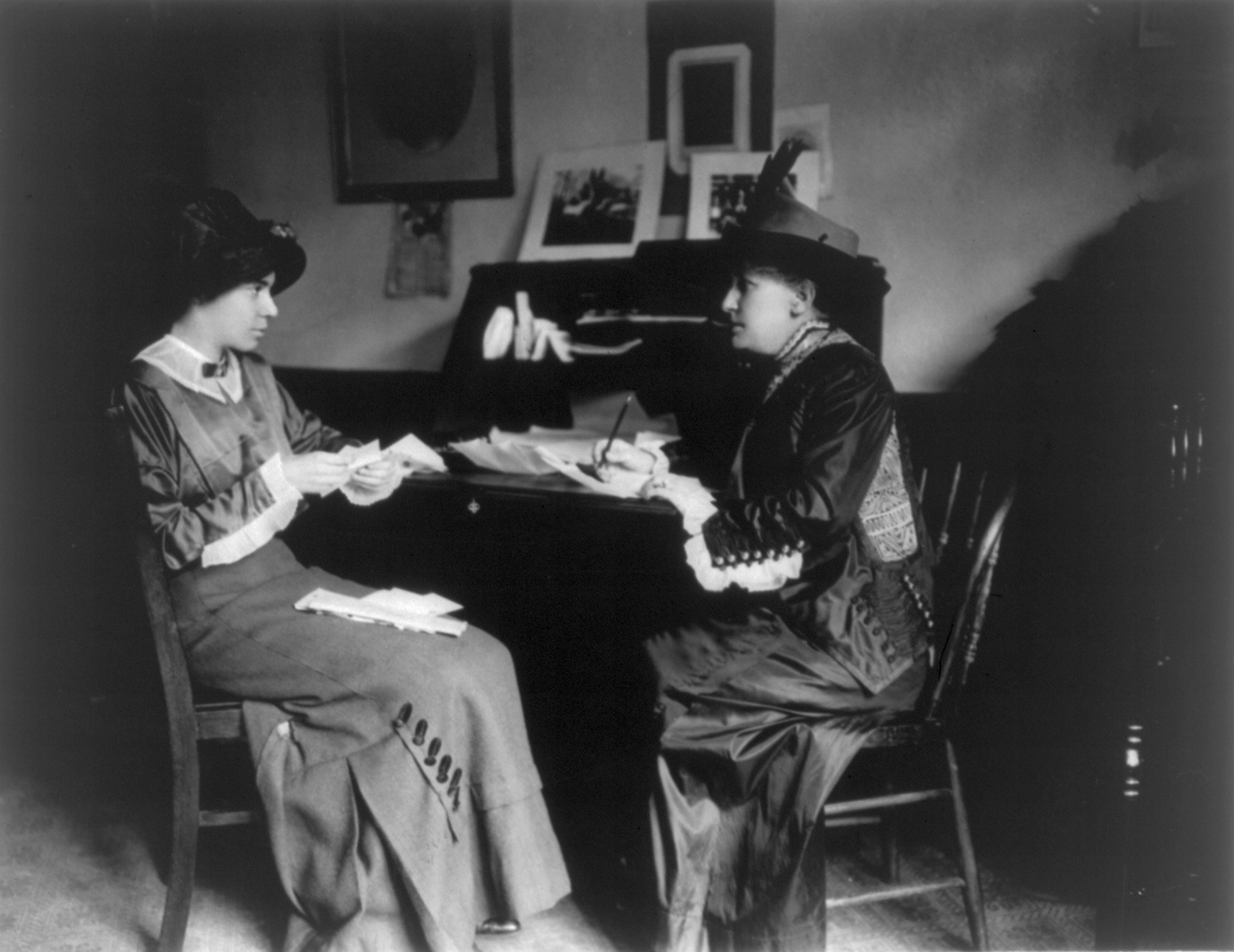
Alice Paul i Helen Gardener około 1908–1915

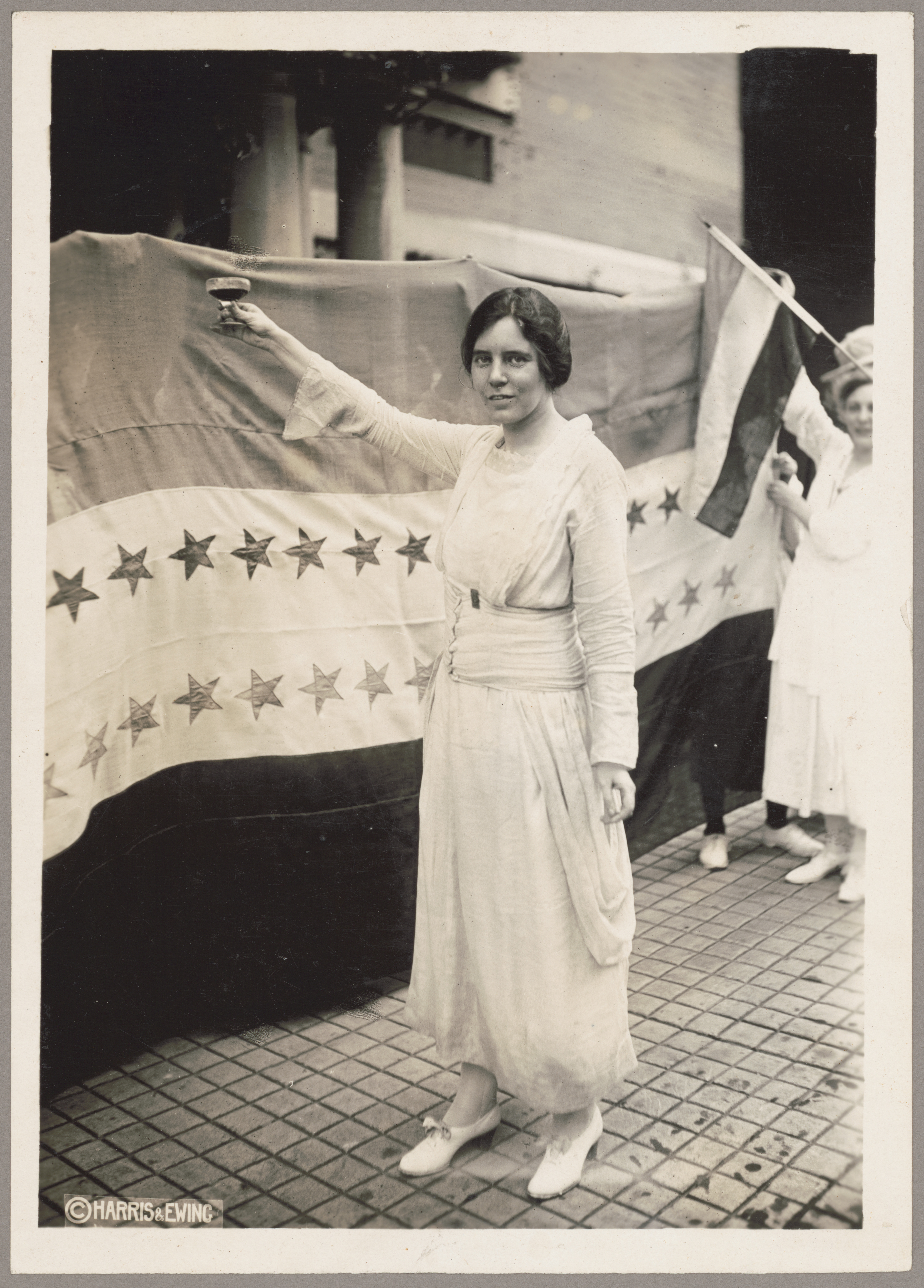
Alice Paul

Krótko po ukończeniu Uniwersytetu Pensylwanii dołączyła do National American Woman Suffrage Association (NAWSA) i została mianowana prezeską jego Komisji Kongresu Stanów Zjednoczonych w Waszyngtonie. Po miesiącach gromadzenia funduszy i uświadamiania społeczeństwa o problemach kobiet, liczba członków znacząco wzrosła w 1913. Skupiono się głównie na wywieraniu nacisku w celu wprowadzenia konstytucyjnej poprawki, dotyczącej praw wyborczych dla kobiet. Taka poprawka promowana była przez Susan B. Anthony i Elizabeth Cady Stanton, które dążyły do uchwalenia zmian w każdym stanie.

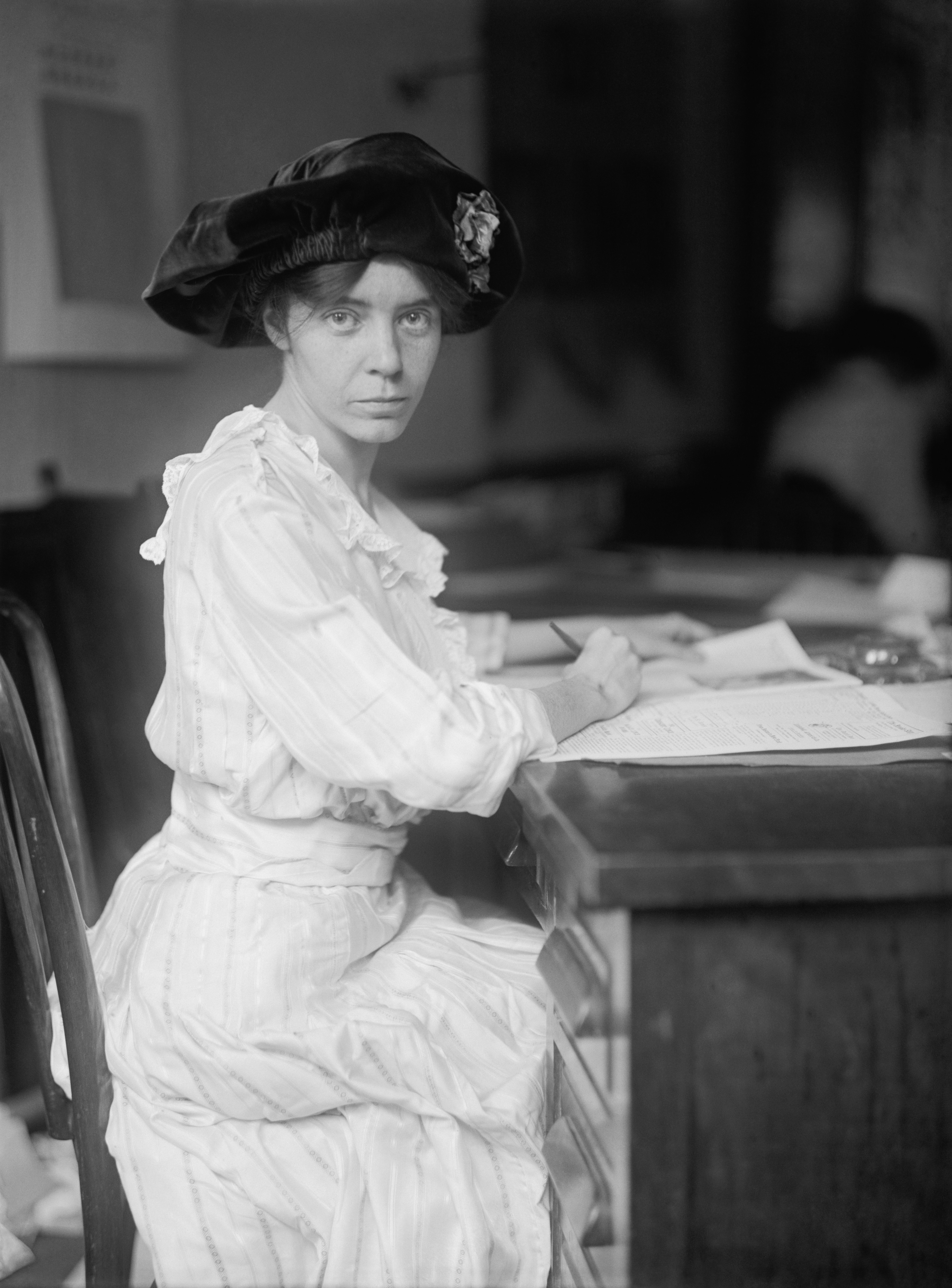
Alice Paul 1915

Kiedy ich starania okazały się bezowocne, Paul i jej towarzyszki założyły Narodową Partię Kobiet (ang. National Woman’s Party, NWP) w 1916 i zaczęły stosować metody wykorzystywane już wcześniej w Wielkiej Brytanii przez ruch sufrażystek. Były to takie działania jak demonstracje, parady, masowe spotkania, pikiety, warty i strajki głodowe. Akcje te były opisywane przez prasę i tygodnik Suffragist.
Podczas wyborów prezydenckich w USA w 1916 Paul wraz z NWP prowadziły kampanię przeciwko ciągłej odmowie prezydenta Thomasa Woodrowa Wilsona oraz urzędujących Demokratów aktywnego poparcia wprowadzenia dziewiętnastej poprawki. W styczniu 1917 NWP zorganizowała pierwszy polityczny protest, pikietując pod Białym Domem. Pikieterki, znane jako „Ciche Strażniczki” (ang. Silent Sentinels), trzymały bannery, domagając się prawa do głosu. Był to przykład obywatelskiego nieposłuszeństwa bez użycia przemocy. W lipcu 1917 pikieterki zostały aresztowane pod zarzutem utrudniania ruchu drogowego. Wiele kobiet, włącznie z Paul, zostało skazanych i uwięzionych w Occoquan Workhouse w Wirginii (późniejsza nazwa Lorton Correctional Complex) i w więzieniu w Waszyngtonie. Protestując przeciwko warunkom panującym w więzieniu Occoquan, Paul rozpoczęła strajk głodowy, przez co przeniesiono ją do więziennego oddziału psychiatrycznego, gdzie była na siłę karmiona surowymi jajkami przez specjalną rurkę. Wywoływało to u niej wymioty i nudności. Sprawa owej kontrowersyjnej „terapii” oraz niekończące się demonstracje, a także nagłośnienie sprawy przez prasę, wywarły presję na administrację Wilsona. W styczniu 1918 Wilson oświadczył, że przyznanie praw wyborczych kobietom jest niezbędne dla wojennego wysiłku, przekonując Kongres do wprowadzenia zmian. W 1920 została uchwalona dziewiętnasta poprawka do Konstytucji Stanów Zjednoczonych, przyznająca kobietom prawo wyborcze.
Alice Paul jest autorką Equal Rights Amendment (ERA), poprawki do konstytucji proponowanej w 1923. ERA nie znalazła poparcia w Senacie Stanów Zjednoczonych aż do 1972, kiedy została przyjęta przez Senat i oddana pod głosowanie każdego ze stanów. Wymagana była zgoda trzydziestu ośmiu stanów, by poprawka mogła zostać przyjęta. Niewystarczająca liczba stanów – trzydzieści pięć – poparła projekt. Jednakowoż starania o przyjęcie ERA, przegłosowanej przez Senat w latach 70. XX wieku ciągle szły mozolnie, jak również starania o przyjęcie nowej poprawki równościowej. Prawie połowa stanów wpisała jednak ERA do swych konstytucji.

### Lata późniejsze
W 1929 na czterdzieści lat została główną mieszkanką kupionego przez Alvę Belmont domu, który znajdował się na Wzgórzu Kapitolińskim w Waszyngtonie. Dom ten był główną siedzibą NWP. Współcześnie budynek znany jest jako Sewall-Belmont House and Museum. Jest wpisany na listę zabytków, znajduje się w nim muzeum, symbolizuje ruch sufrażystek w Stanach Zjednoczonych i walkę o równe prawa.

### Śmierć
Alice Paul zmarła 9 lipca 1977 w wieku dziewięćdziesięciu dwóch lat, w Quaker Greenleaf Extension Home w gminie Moorestown w New Jersey, niedaleko jej domu rodzinnego Paulsdale. Wcześniej, w 1974, miała wylew, po którym stała się osobą niepełnosprawną.

## Spuścizna
Paul zostawiła po sobie obszerną spuściznę związaną z prawami kobiet. Swarthmore College nazwał dom akademicki jej imieniem. Montclair State University w New Jersey także nazwał jeden z budynków jej imieniem. Hilary Swank zagrała postać Alice Paul w filmie Niezłomne, w którym ukazano jej walkę o przyjęcie dziewiętnastej poprawki. Dwa kraje umieściły jej wizerunek na znaczkach pocztowych: Wielka Brytania w 1981 i Stany Zjednoczone w 1995, wydając serię znaczków „Wielcy Amerykanie” (przydzielono jej znaczek o nominale 78¢).